# Дятлик чорнохвостий
Дя́тлик чорнохвостий (Campethera maculosa) — вид дятлоподібних птахів родини дятлових (Picidae). Мешкає в Західній і Центральній Африці.

## Опис
Довжина птаха становить 16 см, вага 54 г. У самців верхня частина тіла, включно з надхвістям і верхніми покривними перами крил, жовтувато-зелена або бронзово-зелена, надхвістя легко смугасте. Горло світло-охристе, решта нижньої частини тіла зеленувато-біла. Нижня частина тіла поцяткована темно-оливковими смугами. Нижні покривні пера крил світло-жовтувато-білі, смужки на них слабо виражені. Гузка чорнувата з жовтим відтінком.
Лоб і тім'я червоні, пера на них мають чорні кінчики, потилиця червона. Решта голови, шия, підборіддя і горло білувато-охристі, сильно поцятковані коричневими плямами. У самиць червона пляма на голові відсутня, лоб і тім'я у них оливково-чорні плямисті, потилиця оливкова, поцяткована окристими плямками. Дзьоб темно-оливково-зелений або чорнуватий, нижня частина дзьоба має оливковий відтінок. Лапи оливково-сірі або зеленуваті, очі червонуваті або рожевувато-карі. 

## Підвиди
Виділяють два підвиди:
- C. m. maculosa (Valenciennes, 1826) — від Сенегалу і Гвінеї-Бісау до південно-західної Гани;
- C. m. permista (Reichenow, 1876) — від східної Гани на схід до південно-західного Південного Судану і на південь до північної Анголи і центру ДР Конго.

## Поширення і екологія
Чорнохвості дятлики мешкають в Сенегалі, Малі, Гвінеї, Гвінеї-Бісау, Сьєрра-Леоне, Ліберії, Кот-д'Івуарі, Гані, Того, Беніні, Нігерії, Камеруні, Центральноафриканській Республіці, Південному Судані, Габоні, Екваторіальній Гвінеї, Республіці Конго, Демократичній Республіці Конго, Анголі і Уганді. Вони живуть на узліссях вологих тропічних лісів, на галявинах, в рідколіссях, саванах і чагарникових заростях, на висоті до 1200 м над рівнем моря. Живляться переважно мурахами, зокрема з роду Crematogaster.